# Giorgio Pellini
Giorgio Pellini, född 20 juli 1923 i Livorno, död 14 juni 1986 i Livorno, var en italiensk fäktare.
Pellini blev olympisk silvermedaljör i florett vid sommarspelen 1948 i London.